# Diana Lorys
 (janvier 2019).
Si vous disposez d'ouvrages ou d'articles de référence ou si vous connaissez des sites web de qualité traitant du thème abordé ici, merci de compléter l'article en donnant les références utiles à sa vérifiabilité et en les liant à la section « Notes et références ».
Diana Lorys est le nom de scène d'Ana María Cazorla Vega (Madrid, 20 octobre 1940), une actrice espagnole.

## Biographie
Au cours de sa formation artistique elle a étudié la danse classique, la danse espagnole et le flamenco, l’art dramatique et la diction.
C’est au théâtre qu’elle a fait ses débuts, mais à partir de 1960, elle s’est consacrée au cinéma en travaillant principalement dans des productions espagnoles, mais elle a participé aussi à quelques films italiens ; elle s’était spécialisée dans le cinéma de genre : horreur, espionnage, aventure, science-fiction et surtout westerns.
Le déclin du cinéma de genre dans les années soixante-dix a accompagné la phase descendante de sa carrière. Son dernier film est de 1978. Après son mariage, elle s’est retirée dans la vie privée.
Beauté hispanique typique, aux traits prononcés et au regard pénétrant, petite mais ravissante, Diana Lorys incarnait le cliché typique d’une femme espagnole passionnée. On ne s’étonnera pas si, malgré sa beauté et ses talents de comédienne, sa renommée n’a guère franchi les frontières de l’Espagne.

## Filmographie
- 1960 : La mentira tiene cabellos rojos d'Antonio Isasi
- 1960 : Pelusa de Javier Setó
- 1960 : La bella Mimí de José María Elorrieta
- 1961 : Usted puede ser un asesino de José María Forqué
- 1961 : Festival de César F. Ardavín
- 1961 : La rivolta dei mercenari de Piero Costa
- 1961 : Salto mortal de Mariano Ozores
- 1961 : Regresa un desconocido de Juan Bosch
- 1961 : Hola, muchaco d'Ana Mariscal
- 1961 : L'Horrible Docteur Orlof de Jesús Franco
- 1962 : L'Ombre de Zorro de Joaquín Luis Romero Marchent
- 1963 : Bochorno de Juan de Orduña
- 1963 : I pistoleros de Casa Grande de Roy Rowland
- 1964 : La Charge des tuniques rouges (La carga de la policia montada) de Ramón Torrado : Fleur de Montagne
- 1964 : Scappamento aperto de Jean Becker
- 1964 : Les Jumeaux du Texas de Steno
- 1965 : Murieta (Joaquín Murrieta) de George Sherman
- 1965 : Massacre à Hudson River d’Amando de Ossorio (1965)
- 1966 : Opération Goldman d’Antonio Margheriti
- 1966 : El Texican de Lesley Selander
- 1966 : Django tire le premier (Django spara per primo) d'Alberto De Martino
- 1966 : Residencia para espías de Jesús Franco
- 1967 : Devilman Story de Paolo Bianchini
- 1967 : L'uomo del colpo perfetto d'Aldo Florio
- 1967 : Novios 68 de Pedro Lazaga
- 1967 : Superargo contre les robots (L'Invincibile Superman) de Paolo Bianchini
- 1968 : No desearás la mujer de tu prójimo de Pedro Lazaga
- 1968 : Viva! Viva Villa! de Buzz Kulik
- 1968 : Sonora (Sartana non perdona) d'Alfonso Balcázar
- 1968 : O.K. Yevtushenko de José Luis Madrid
- 1968 : Malenka la Vampire d'Amando de Ossorio
- 1969 : La Légion des damnés d'Umberto Lenzi
- 1969 : Verano 70 de Pedro Lazaga
- 1969 : Le Trône de feu (The Bloody Judge) de Jesús Franco
- 1969 :Les cauchemars naissent la nuit de Jesús Franco
- 1970 : Sex charade de Jesús Franco
- 1970 : El diablo cojuelo de Ramón Fernández
- 1970 : Abattez Django le premier (Uccidi Django... uccidi per primo!!!) de Sergio Garrone
- 1971 : Il corsaro nero de Lorenzo Gicca Palli
- 1971 : E continuavano a fregarsi il milione de dollari d'Eugenio Martín
- 1971 : Ligue Story d'Alfonso Paso
- 1972 : Las juergas de 'El Señorito' d'Alfonso Balcázar
- 1972 : Don Quijote cabalga de nuevo de Roberto Gavaldón
- 1972 : Les Yeux bleus de la poupée cassée de Carlos Aured
- 1973 : Valdez, il mezzosangue de John Sturges et Duilio Coletti
- 1973 : Tu lo condanneresti? de José Luis Sáenz de Heredia
- 1973-1974 : Los camioneros, de Mario Camús
- 1974 : Siete chacales de José Luis Madrid
- 1974 : Las marginadas d'Ignacio Iquino
- 1975 : Pendez-le par les pieds (Get Mean) de Ferdinando Baldi
- 1976 : La Gentille Andalouse (La lozana andaluza) de Vicente Escrivá
- 1977 : Adios California de Michele Lupo
- 1978 :La ciudad maldita de Juan Bosch
- 1979 : Ifigenia (épisode de Los mitos) de Juan Guerrero Zamora
- 1979 : El Doctor J. (épisode de Que usted lo mate bien)